# Ветью (река)
Ветью (устар. Веть-Ю) — река в России, течёт по территории Княжпогостского района Республики Коми. Вытекает из болота Ветьнюр. Устье реки находится в 146 км по правому берегу реки Выми. Длина реки составляет 23 км.

## Данные водного реестра
По данным государственного водного реестра России относится к Двинско-Печорскому бассейновому округу, водохозяйственный участок реки — Вычегда от города Сыктывкар и до устья, речной подбассейн реки — Вычегда. Речной бассейн реки — Северная Двина.
Код объекта в государственном водном реестре — 03020200212103000022286.